# Mawatari Kazuaki
Mawatari Kazuaki (馬渡 和彰 Mawatari, Kazuaki, sinh ngày 23 tháng 6 năm 1991 ở Tokyo) là một cầu thủ bóng đá người Nhật Bản thi đấu cho Sanfrecce Hiroshima.

## Thống kê câu lạc bộ
Cập nhật đến ngày 23 tháng 2 năm 2018.
| Thành tích câu lạc bộ | Thành tích câu lạc bộ | Thành tích câu lạc bộ | Giải vô địch | Giải vô địch | Cúp                   | Cúp                   | Tổng cộng | Tổng cộng |
| Mùa giải              | Câu lạc bộ            | Giải vô địch          | Số trận      | Bàn thắng    | Số trận               | Bàn thắng             | Số trận   | Bàn thắng |
| Nhật Bản              | Nhật Bản              | Nhật Bản              | Giải vô địch | Giải vô địch | Cúp Hoàng đế Nhật Bản | Cúp Hoàng đế Nhật Bản | Tổng cộng | Tổng cộng |
| --------------------- | --------------------- | --------------------- | ------------ | ------------ | --------------------- | --------------------- | --------- | --------- |
| 2014                  | Gainare Tottori       | J3 League             | 21           | 5            | 2                     | 1                     | 23        | 6         |
| 2015                  | Gainare Tottori       | J3 League             | 31           | 2            | 2                     | 0                     | 33        | 2         |
| 2016                  | Zweigen Kanazawa      | J2 League             | 15           | 1            | 2                     | 0                     | 17        | 1         |
| 2017                  | Tokushima Vortis      | J2 League             | 39           | 4            | 1                     | 0                     | 40        | 4         |
| Tổng cộng sự nghiệp   | Tổng cộng sự nghiệp   | Tổng cộng sự nghiệp   | 106          | 12           | 7                     | 1                     | 113       | 13        |